# Girne (district)
Het district Girne is een van de vijf districten van de niet-erkende Turkse Republiek van Noord-Cyprus. In 2011 telde het district 61.192 inwoners en de hoofdstad is de gelijknamige stad Girne.
Het is verder onderverdeeld in de subdistricten Girne en Çamlıbel. District Girne komt overeen met het vroegere Cypriotische district Kyrenia.

## District Kyrenia
Vroeger heette het district Kyrenia, wat de Griekse naam is van Girne. In 1973 had het district onder de naam Kyrenia 32.586 inwoners.
Lefkoşa · Gazimağusa · Girne · Güzelyurt · İskele
Famagusta · Kyrenia · Larnaca · Limasol · Nicosia · Paphos